# Arcanumophis problematicus
Espèce
Synonymes
- Liophis problematicus Myers, 1986
- Erythrolamprus problematicus (Myers, 1986)

Statut de conservation UICN

 DD  : Données insuffisantes
Arcanumophis problematicus  est une espèce de serpents de la famille des Dipsadidae.

## Répartition
Cette espèce est endémique de la région de Puno au Pérou.

## Description
L'holotype de Arcanumophis problematicus, un mâle adulte, mesure 275 mm dont 51 mm pour la queue.

## Taxinomie
Cette espèce est apparentée aux genres Erythrolamprus, Liophis, Lystrophis, Umbrivaga, Waglerophis et Xenodon. 
De fait, l'auteur, considérant que le genre Liophis accueillait déjà plusieurs espèces différentes tant dans leur morphologie que leur livrée, a préféré y rattacher cette espèce plutôt que de créer un genre spécifique. Toutefois, en 2019, ce choix a été remis en cause avec la création du genre Arcanumophis.

## Étymologie
Son nom d'espèce, du grec ancien προβληματικός, problematikos, « problématique », lui a été donné en référence à sa parenté incertaine.

## Publication originale
- Myers, 1986 : An enigmatic new snake from the Peruvian Andes, with notes on the Xenodontini (Colubridae: Xenodontinae). American Museum Novitates, no 2853, p. 1-12 (texte intégral).